# Throughput
 (avril 2015).
Si vous disposez d'ouvrages ou d'articles de référence ou si vous connaissez des sites web de qualité traitant du thème abordé ici, merci de compléter l'article en donnant les références utiles à sa vérifiabilité et en les liant à la section « Notes et références ».
Le throughput est le taux de production ou la vitesse à laquelle quelque chose peut être traitée. Ce terme peut aussi désigner le débit global d'un routeur ou d'un nœud du réseau.

## Usage
Lorsqu'il est utilisé dans le cadre des réseaux de télécommunications, tels que ethernet ou un réseau radio en mode paquet, le throughput d'un réseau est le débit de transmission utile du réseau sur un canal de communication (messages reçus avec succès). Les données de ces messages peuvent être émises sur un lien physique ou logique, ou bien à travers un nœud du réseau.

## Mesure
Il est généralement mesuré en bits par seconde (bit/s ou bps - débit binaire), et parfois par le nombre de paquets de données transmis par seconde (P/S ou pps) ou de paquets de données par intervalle de temps.